# FC Kärnten

Das Logo der Spielgemeinschaft Austria/VSV nach der Umbenennung in FC Kärnten

Der FC Kärnten (bis 1997 SK Austria Klagenfurt) war ein österreichischer Fußballverein aus der Kärntner Landeshauptstadt Klagenfurt am Wörthersee.

## Vereinsgeschichte

### SK Austria Klagenfurt

#### Die ersten Jahre
Der Verein wurde am 1. Juni 1920 als Kaufmännischer Sportklub Klagenfurt mit den Vereinsfarben blau-gelb gegründet. Im ersten Jahr nach der Gründung des KSK spielte dieser noch am Seeplatz. Doch schon am 12. Juni 1921 konnte der durch Spenden und der Bautätigkeit seiner Mitglieder der sogenannte Paternionerplatz am Lendkanal eingeweiht werden. Der Name geht auf das „Gasthaus Paternioner“ zurück, auf dessen Rückseite sich der Sportplatz befand. Hier sollte der noch junge Verein bis 1931 seine Heimat finden. 1923 erfolgte eine Fusion mit dem aus Annabichl stammenden Amateursportklub Klagenfurt. Der neue Verein nannte sich nunmehr KASK Klagenfurt und spielte erfolgreich in der 1. Klasse Kärntens, die damals die höchste Spielklasse des Bundeslandes darstellte. Erstmals Kärntner Meister wurde der Kaufmännische Amateursportklub in der Saison 1924/25. Ein Aufstieg in die höchste österreichische Liga war unmöglich, da diese erst 1938 (vorübergehend) und endgültig dann mit Einführung der Staatsliga A im Jahr 1949/50 für Bundesländervereine geöffnet wurde. Am 5. August 1927 fusionierte der KASK Klagenfurt mit dem Klagenfurter Sportverein zum Sportclub Austria Klagenfurt und 1928 folgte sogleich der zweite Kärntner Meistertitel für den Verein und zugleich der erste als Austria Klagenfurt.

#### Die 30er Jahre: Serienmeister und das frühzeitige Ende der Austria
Der dritte Meistertitel folgte in der Saison 1929/30 und sollte zugleich die wohl erfolgreichste Ära der Klagenfurter Austria in der Zwischenkriegszeit einläuten. Im April 1930 wurde in den vereinseigenen Statuten der sogenannte „Arierparagraph“ eingeführt, dadurch mussten 20 Mitglieder mit sofortiger Wirkung den Verein verlassen. Am 20. September 1931 folgte für die Austria der nächste Meilenstein in der Vereinsgeschichte. Nach 10 Jahren am Paternionerplatz konnte in der Rosentalerstraße im Zuge des Amateurstaatsmeisterschaftsspiel gegen den Grazer AK die neue Anlage eröffnet werden. Diese sollte bis zum Bau des Wörthersee Stadions 1960 die Heimat des SK Austria Klagenfurt bleiben. Von 1930 bis 1936 konnte die Austria sechs Meistertitel in Serie feiern, welche den Verein für die österreichische Amateurstaatsmeisterschaft qualifizierten. Abseits der österreichischen Meisterschaft an der nur Wiener Profivereine teilnahmen war diese zu jener Zeit der prestigeträchtigste Wettbewerb im österreichischen Amateurfußball. Der große Wurf mit dem Amateurstaatsmeistertitel gelang der Austria jedoch nicht. 1935 konnte man immerhin bis in das Halbfinale vordringen, wo die Austria allerdings am späteren Sieger, dem Badener AC scheitern sollte. Im Jahr 1938 wurde der Austria kurze Zeit nach dem Anschluss Österreichs an das Deutsche Reich, ein Spielverbot auferlegt. Durch die fehlenden Einnahmen und die dadurch nicht mehr zu stemmenden Rückzahlungsraten an die Stadt Klagenfurt für die 1937 errichtete Betontribüne im Stadion an der Rosentalerstraße (Messegelände), musste die Austria einen Konkursantrag einbringen.

#### Nachkriegsära und erstmaliger Aufstieg in die oberste Liga
Nach Kriegsende 1945 trat der Verein wieder als SK Austria Klagenfurt an. Der Verein wurde mehrfacher Kärntner Landesmeister und Pokalsieger und stieg schließlich als Sieger der Regionalliga Mitte 1962 erstmals in die Staatsliga auf. Damit war der Kärntner Fußball erstmals erstklassig. Die Vereinsfarben wurden in den 60er Jahren auf violett-weiß geändert. Zwar mussten die Klagenfurter nach der Saison wieder absteigen, doch spielten sie bereits von 1965-1970 und 1972-1976 wieder in der obersten österreichischen Spielklasse mit, ehe sie 1976 wieder den Gang in die 2. Division antreten mussten.

#### „Goldene 1980er“
Nachdem der Verein in der 2. Division von 1977 bis 1981 fünfmal in Serie in den Top fünf landete, darunter 1978/79 und 1980/81 mit jeweils zweiten Endrängen den Meistertitel und Aufstiegsrang nur knapp verfehlte, errang die Austria 1981/82 mit nur einer Saisonniederlage und vier Punkten Vorsprung den Meistertitel und fixierte damit den Wiederaufstieg in die 1. Division.
Mit sieben Saisonen in Serie gelang dem SK Austria Klagenfurt von 1982/83 bis 1988/89 die längste ununterbrochene Teilnahme in der ersten Bundesliga, darunter von 1982/83 bis 1985/86 vier Saisonen in Folge mit Platzierungen unter den besten Acht. In dieser „goldenen Ära“ gelang der Klagenfurter Austria das seltene Kunststück, den damaligen Österreichischen Fußballmeister FK Austria Wien drei Spielzeiten in Folge im Wörthersee-Stadion zu bezwingen, und konnte diesem am 21. September 1984 mit einem 4:2-Sieg sogar die einzige Saisonniederlage 1984/85 zufügen.

#### Von der Bundesliga in die Landesliga
Nachdem die Klagenfurter Austria in den Saisonen 1986/87 und 1987/88 nach starken Frühjahrssaisonen den Klassenerhalt in der ersten Bundesliga noch sichern konnte, gelang dies in der Saison 1988/89 nicht mehr, und die Austria musste somit den Abstieg in die zweite Liga hinnehmen; ein Rückschlag, von dem sie sich seither nie mehr richtig erholte. Während die Austria sich 1991 in der letzten Runde noch knapp vor einem weiteren Abstieg retten konnte, fehlte ihr am Ende der folgenden Saison 1992 schlussendlich ein einziger Punkt zum Klassenerhalt, wodurch sie nach 32 Saisonen in den beiden höchsten Spielklassen der tiefe Fall in die Kärntner Landesliga (4. Spielstufe) ereilte, da es Anfang der 1990er Jahre keine Regionalliga Mitte gab.

#### 75. Geburtstag, Landesmeister und Wiederaufstieg
Nachdem 1993 die Vereinsführung völlig neu besetzt wurde, und diese Trainer Hannes Haubitz ihr Vertrauen schenkte, arbeitete sich der SK Austria Klagenfurt mit einer sehr jungen Mannschaft von 1993 bis 1995 in der Kärntner Liga langsam nach oben. Im Juli 1995 wurde dem Klagenfurter Publikum zum 75-jährigen Vereinsjubiläum der Austria ein hochkarätiges internationales Vierer-Turnier geboten, in dem sich ein verstärktes Austria-Team mit dem SK Rapid Wien, dem Hamburger SV und dem damaligen kroatischen Meister Hajduk Split messen durfte. In der Saison 1995/96 konnte die Austria mit 19 Punkten Vorsprung den Kärntner Meistertitel erringen und somit das Aufstiegsticket für die wieder eingeführte Regionalliga Mitte ergattern. Dabei blieb man vom 2. Juni 1994 bis zum 9. August 1996 in 31 Heimspielen ungeschlagen.
Mit der Intention, die Rückkehr in die Bundesliga zu beschleunigen, ging die Austria Klagenfurt im Juni 1997 eine Spielgemeinschaft mit dem Villacher SV ein und man nahm fortan als FC Austria Klagenfurt/VSV an der Meisterschaft teil.

#### Spielgemeinschaft FC Austria/VSV
Die Spielgemeinschaft aus den Klagenfurtern und den Villachern wurde 1997/98 auf Anhieb Meister in der Regionalliga und gewann auch die Relegation gegen den SC Untersiebenbrunn, welcher Meister in der Regionalliga Ost wurde und stieg damit nach sechs Jahren in die „kleine Bundesliga“, die 1. Division, auf. In ihrer ersten Saison in der lang ersehnten Zweitklassigkeit kämpfte die Mannschaft unter Trainer Gustl Starek stetig gegen den Abstieg, beendete jedoch die Meisterschaft 1999 auf dem sechsten Rang mit fünf Punkten Vorsprung auf den Relegationsplatz des SV Spittal. So konnte man im Juni des Jahres eine lang diskutierte Thematik behandeln: Die Umbenennung der Austria/VSV in FC Kärnten wurde vollzogen.

### FC Kärnten

#### Kärntner Flaggschiff
Lange wurde im Land Kärnten ein so genannter FC Kärnten diskutiert, der das Flaggschiff des Kärntner Fußballs darstellen soll und den gesamten Fußball des Landes hinter sich einen soll. Verwirklicht wurde dieser Vorschlag am 25. Juni 1999 als die Spielgemeinschaft FC Austria/VSV in ebendiesen FC Kärnten umbenannt wurde. Als Vereinsfarben wurde, angelehnt an die Kärntner Landesfarben (gelb-rot-weiß), gelb-rot gewählt.
In seinem ersten Jahr spielte der FC Kärnten kaum eine Rolle in der Meisterschaft und enttäuschte viel mehr in der Frühjahrssaison 2000, als dass das Kärntner Flaggschiff Fahrt Richtung Bundesliga nahm. Mit 20 Punkten Rückstand auf Aufsteiger Admira Wacker Mödling beendete man 2000 die Meisterschaft auf dem 5. Rang. Jedoch machte ein Trainerneuling zwei Ligen niedriger, in der steirischen Landesliga, auf sich aufmerksam, Walter Schachner.

#### Der Weg in die 1. Bundesliga und nach Europa

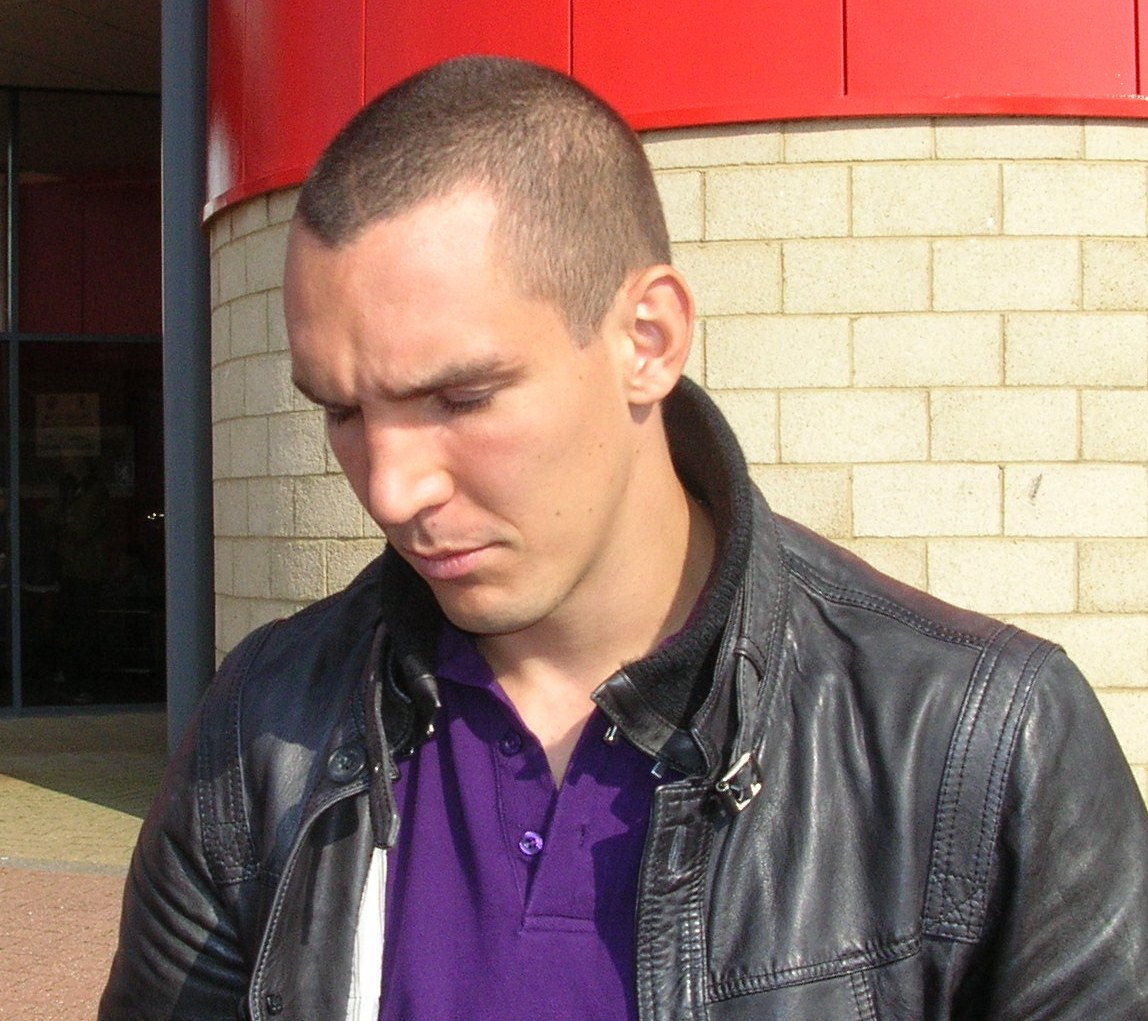
Nach dem Aufstieg zog es Emanuel Pogatetz zu Bayer 04 Leverkusen

Zur Saison 2000/01 wurde der ehemalige Nationalspieler und nunmehrige Trainer Walter Schachner vom FC Zeltweg, den er auf Anhieb von der Landesliga in die Regionalliga Mitte hieven konnte, verpflichtet, mit dem man in der darauffolgenden Saison aus der 1. Division in die oberste Spielklasse aufstieg und zudem den Pokalsieg im ÖFB-Pokal gegen den damaligen designierten Meister FC Tirol Innsbruck und später den Supercup gegen selbigen Verein feiern konnte, die die einzigen Titel des Kärntner Vereins in seiner Historie bedeuteten.
In der darauffolgenden Saison 2001/02 konnten die Kärntner, trotz der Abgänge von Verteidiger Emanuel Pogatetz zu Leverkusen nach Deutschland und dem Torschützenkönig der Ersten Division, Roland Kollmann (28 Tore in der Vorsaison) zu Twente Enschede, u. a. mit einem sensationellen Sieg gegen den Rekordmeister Rapid Wien einen historischen 5. Platz belegen, die beste Platzierung in der Bundesliga aller Zeiten für den Verein. Auch konnte der „FCK“ aufgrund des Cupsieges im Vorjahr am UEFA-Pokal teilnehmen und bestritt das erste Europacupmatch eines Kärntner Vereins gegen die Griechen von PAOK Saloniki, wo man jedoch gleich ausschied. Jedoch wurde Walter Schachner vor den letzten Spieltagen von der Vereinsführung entlassen, da er seinen Wechsel zur FK Austria Wien zur nächsten Saison bekanntgab. Ersetzt wurde er durch Heinz Hochhauser, der wiederum zuvor als Trainer bei der Wiener Austria entlassen worden war, aber schon im September 2002 wurde er aufgrund des unzufriedenstellenden Saisonstartes wieder beurlaubt.
Zwischenzeitlich wurde der Kärntner Landeshauptmann Jörg Haider ehrenhalber zum Präsidenten des Vereins ernannt, wobei der bisherige Präsident Josef Steindorfer geschäftsführender Präsident blieb.

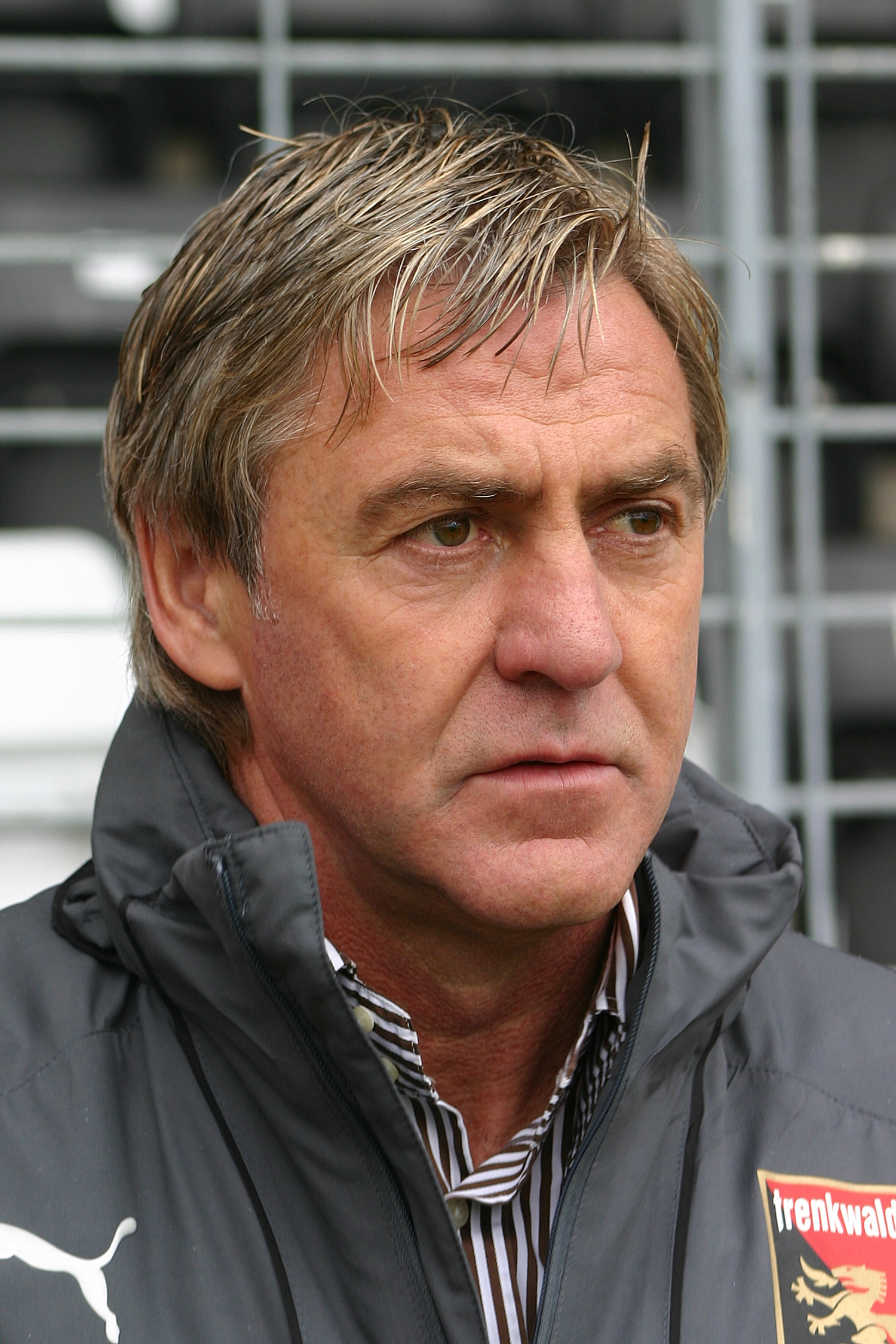
Walter Schachner war von 2000 bis 2002 FCK-Trainer

Wie oben angesprochen wurde in der Spielzeit 2002/03 der FCK zum Trainerkarussell, wo sich die Trainer Hochhauser und der ehemalige deutsche Internationale Rüdiger Abramczik die Klinke in die Hand gaben. Die Saison beendete der FC Kärnten mit dem Jugendtrainer des Vereins Hannes Haubitz auf dem 8. Rang. Dennoch gab es einige Erfolge zu verzeichnen: Im September 2002 beendeten die Kärntner nach einem Sieg gegen den SK Sturm Graz in Graz die Ära des langjährigen Sturm-Trainers Ivan Osim. Zudem konnte man sich in Kärnten aufgrund der guten Platzierung im Vorjahr wieder auf einen „Europacup-Herbst“ freuen mit den UEFA-Cup-Partien gegen Liepājas Metalurgs aus Lettland und Hapoel Tel Aviv, die diesen beendeten. Doch konnte man mit dem Erreichen des Pokalfinales 2003 gegen die Wiener Austria (0:3) sich wieder ein Ticket für den UEFA-Cup im nächsten Jahr ergattern, wo die Isländer vom UMF Grindavík und der niederländische Traditionsverein Feyenoord Rotterdam die letzten Europacup-Auftritte des FCK in seiner Historie bedeuteten.
In der folgenden Spielzeit sollten sich der SK Sturm Graz und die Kärntner gegen Ende der Saison um den abstiegsbringenden letzten Platz streiten, wobei der FCK lange Zeit in dieser Saison trotz des Einspringens des „Feuerwehrmanns“ Didi Constantini am 27. Oktober wie ein klarer Absteiger aussah. Jedoch konnte selbst der Trainerwechsel in der Winterpause mit Peter Pacult, der zuletzt den TSV 1860 München betreut hatte, den Abstieg nicht verhindern und man ging mit 3 Punkten Abstand auf den Neunten, Sturm Graz, in die zweite Spielklasse.

#### Wiederaufstiegsversuche
Pacult konnte sein Team um Stanko Bubalo, Mario Hieblinger und Péter Kabát trotz des Abstieges zur Saison 2004/05 zusammenhalten, da man den sofortigen Wiederaufstieg fixieren wollte, jedoch musste man der SV Ried und dem Kapfenberger SV den Vortritt lassen und beendete die Saison auf Rang 3, woraufhin Pacult den Verein verließ. Zum neuen Trainer wurde Manfred Mertel ernannt.
Aufgrund der enttäuschenden Saison 2005/06, wo man zwar bis kurz vor Ende zusammen mit dem SCR Altach, dem LASK aus Linz, der Austria Lustenau und den Amateuren der Austria Wien um die Zweitligameisterschaft und dem damit verbundenen Aufstieg mitspielte, jedoch nur den 7. Platz erreichen konnte, wurde im Mai 2006 der Wechsel von Trainer Michael Petrović, der den inzwischen krisengeschüttelten und finanziell angeschlagenen SK Sturm Graz trainierte, zur neuen Saison (2006/07) an den Wörthersee fixiert, der jedoch drei Wochen später den Vertrag wieder auflöste und nach Japan zu Sanfrecce Hiroshima wechselte. Während der Trainersuche für die neue Saison kam es zu Unstimmigkeiten zwischen der Vereinsführung und dem Kärntner Landeshauptmann Jörg Haider, der den Ex-FCK-Profi Heimo Vorderegger oder den 1860 München-Co-Trainer Günther Gorenzel als Trainerkandidaten forcierte, woraufhin Haider am 29. Juni als Präsident des FC Kärnten zurücktrat. Der junge Interimstrainer Richard Huber wurde somit zur „Langzeitlösung“ für den FCK bestimmt.

#### „FC Kärnten neu“
In der darauffolgenden Spielzeiten konnte der FC Kärnten, wie in der Saison davor, den 7. Rang belegen. 2007/08 versuchte man sich zu Saisonbeginn wieder als Aufstiegskandidat aufzudrängen, doch stellte man schnell die Ziele zurück und wollte eine Mannschaft aufbauen, die in den nächsten Jahren das Projekt „Aufstieg“ verwirklichen konnte. Doch man fand sich schnell in der Abstiegsregion wieder, wo man trotz des Trainerwechsels mit dem kroatischen Ex-Internationalen und nunmehrigen Spielertrainer Nenad Bjelica, der den „Petrovic-Ersatz“ Richard Huber ablöste, in die Regionalliga Mitte abstieg.
Mitgrund für die schwachen Leistung in dieser Saison war, dass mit dem nach Kärnten übersiedelten und in SK Austria Kärnten umbenannten FC Pasching ein zweiter „Kärntner“ Verein in der Bundesliga hinzukam. Vormals war geplant, dass der Zweitligist mit der Lizenz in die Bundesliga aufsteigen konnte, was eine Aufbruchsstimmung im Verein erzeugte, doch man entschied sich für die Gründung eines „neuen FC Kärnten“ in der Bundesliga. Dieser große „kleine Bruder“ lief dem kleinen „großen Bruder“ den Rang ab, da der FCK viele seiner Talente wie Manuel Weber oder Sandro Zakany wie auch die Jugendakademie an die Austria abgeben musste und zu einer Art Ausbildungsverein für den Bundesligisten umgewandelt wurde. Zudem wechselte auch der bisherige Hauptsponsor kelag zu den Austrianern. Auch konnte der „FC Kärnten alt“ nicht wie vorgesehen in seine alte Heimstätte, dem Wörthersee Stadion, das für die Euro 2008 abgerissen und neu erbaut wurde, zurückkehren und musste in der als vorher als Ausweichstadion gedachten ASK-Sportanlage im Stadtteil Fischl bleiben. Auch wurde geplant den FCK in eine andere Stadt zu verlegen.
Der Verein erholte sich von diesen Eingriffen nur schwer und stieg wegen der schlechten Ausbeute im Herbst trotz der inoffiziellen „Frühjahrsmeisterschaft“ mit dem Besetzen des 10. von 12 Rängen am Ende der Saison ab, woraufhin viele der verbliebenen Spieler den Verein verließen und man mit einem Minikader in die Regionalliga gehen musste.

#### Konkurs und „Alt“ gegen „Neu“
Am 5. September 2008 wurde ein Konkursantrag gegen den ehemaligen Bundesligaklub durch die Kärntner Gebietskrankenkasse (KGKK) gestellt. Im Hintergrund dieser Probleme steht auch noch ein Streit zwischen dem FC Kärnten und dem Bundesligisten SK Austria Kärnten. Der Streitwert beträgt insgesamt 4.156.619 Euro. Nach Auskunft des Kreditschutzverbandes von 1870 hat der FC Kärnten am 10. November 2008 den Konkurs angemeldet. Der Präsident des FCK, Josef Steindorfer, gab bekannt, dass sich die Höhe der Verbindlichkeiten auf rund 2,8 Millionen Euro belaufen. Zum Masseverwalter wurde der Rechtsanwalt Kurt Hirn bestellt. Am 17. Februar 2009 beschloss der Senat 2 der österreichischen Bundesliga in dem Rechtsstreit, dass die Austria Kärnten dem FCK 1,1 Millionen Euro zahlen muss, jedoch kündigte der Oberhausklub, der mitunter dieser Entscheidung Probleme mit dem Lizenzerteilungsverfahren bekommen würde, an in den nächsten 14 Tagen Berufung gegen das Urteil einzulegen.

#### Regionalliga und Einstellung des Spielbetriebes
Mit einem Rumpfteam aus anfänglich 13 Spielern ging es zusammen mit dem bisherigen Trainer Bjelica, der seine aktive Karriere zu Saisonende 2008 beendete, in die Regionalliga Mitte, in denen die Vereine aus Oberösterreich, Steiermark, Kärnten und Osttirol ihre Meisterschaft ausspielen. Als Ziel wurde der sofortige Wiederaufstieg ausgegeben.
Am 1. August startete man mit einem 2:1-Sieg auswärts gegen den SC Weiz. Es folgte ein 2:2 im Kärntner Derby gegen den FC St. Veit. Ein Debakel gab es am Spieltag darauf mit einem 0:4 beim TSV Hartberg, doch man fuhr mit einem 3:2 daheim gegen den FC BW Linz wieder einen Sieg ein. Im nächsten Kärntner Derby gegen den SV Spittal in der 6. Runde siegte man mit 2:1. Im ÖFB-Pokal mussten die Klagenfurter nach der ersten Runde und einem 0:5 gegen SK Rapid Wien früh die Segel streichen. Zur Meisterschaftshalbzeit ging der FC Kärnten als 6. (6 Siege, 5 Unentschieden, 4 Niederlagen) von 16 Teilnehmern in die Winterpause. Sportlich zeigte sich der inzwischen mehr als finanziell angeschlagene ehemalige Bundesligist durchaus überlebensfähig. Aufgrund der Finanzmisere wurde viel Unruhe in den Verein hereingetragen. Als sich der Konkurs der Klagenfurter abzeichnete, drohte Bjelica mit seinem Absprung und erschien zeitweise nicht beim Training.
Jedoch wurde der Spielbetrieb am 21. Jänner 2009 aufgrund der Finanzmisere eingestellt. Damit wurden die verbleibenden Spiele in der Regionalliga Mitte mit 0:3 gewertet, womit der FC Kärnten die Saison 2008/09 formal auf dem 15. Platz abschloss und damit abstieg.
Für die Saison 2009/10 wurde für die Kärntner Liga eine Spielgemeinschaft mit dem Unterliga-Verein SV Sachsenburg angestrebt, die jedoch letztlich nicht zustande kam, so dass der FC Kärnten seine Meldung für diese Spielzeit wieder zurückziehen musste.

### Neugründung des Ursprungsvereins
Als inoffizieller Nachfolgeverein wird von zahlreichen Fans der zwischenzeitlich neu gegründete SK Austria Klagenfurt angesehen. Die auf dem Papier bereits 2007 gegründete, in der Tradition der ursprünglichen Klagenfurter Austria in violett-weiß auftretende „neue“ Austria startete in der Saison 2010 mit einigen Spielern des ehemaligen FC Kärnten in der Regionalliga Mitte und richtet seine Heimspiele ebenfalls im Wörthersee Stadion in Klagenfurt aus.

## Titel und Erfolge

### Meistertitel
- Meister der zweithöchsten Spielklasse: 1962, 1965, 1972, 1982, 2001
- Vizemeister der zweithöchsten Spielklasse: 1964, 1979, 1981
- Meister der Regionalliga-Mitte: 1998
- Kärntner Landesmeister: 1925, 1928, 1930, 1931, 1932, 1933, 1934, 1935, 1936, 1949, 1996

### Pokalerfolge
- Österreichischer Cupsieger: 2001 (2:1 n. V. gegen FC Tirol)
- Österreichischer Cupfinalist: 2003
- Österreichischer Supercupsieger: 2001 (10:9 n. E. gegen FC Tirol)
- Supercupfinalist: 2003

## Europapokalbilanz
| Saison  | Wettbewerb | Runde         | Gegner                | Gesamt | Hin     | Rück    |
| ------- | ---------- | ------------- | --------------------- | ------ | ------- | ------- |
| 2001/02 | UEFA-Pokal | 1. Runde      | PAOK Thessaloniki     | 0:4    | 0:0 (H) | 0:4 (A) |
| 2002/03 | UEFA-Pokal | Qualifikation | FK Liepājas Metalurgs | 6:2    | 2:0 (A) | 4:2 (H) |
| 2002/03 | UEFA-Pokal | 1. Runde      | Hapoel Tel Aviv       | 1:4    | 0:4 (H) | 1:0 (A) |
| 2003/04 | UEFA-Pokal | Qualifikation | UMF Grindavík         | 3:2    | 2:1 (H) | 1:1 (A) |
| 2003/04 | UEFA-Pokal | 1. Runde      | Feyenoord Rotterdam   | 1:3    | 1:2 (A) | 0:1 (H) |

Gesamtbilanz: 10 Spiele, 4 Siege, 2 Unentschieden, 4 Niederlagen, 11:15 Tore (Tordifferenz −4)

## Rekordergebnisse
- Rekordheimsieg als Austria Klagenfurt:
6:0 gegen den Wiener Sport-Club in der Saison 1983/84 am 21. April 1984
- Rekordheimniederlage als Austria Klagenfurt:
0:6 gegen Austria Wien in der Saison 1985/86 am 22. März 1986
- Rekordheimniederlage als FC Kärnten:
1:4 gegen den GAK in der Saison 2003/2004 am 29. Oktober 2003
- Rekordauswärtssieg als Austria Klagenfurt:
5:0 gegen den SC Eisenstadt in der Saison 1985/86 am 3. Dezember 1985
- Rekordauswärtsniederlage als Austria Klagenfurt:
0:9 gegen Austria Wien in der Saison 1967/68 am 16. März 1968
- Rekordauswärtsniederlage als FC Kärnten:
0:5 gegen Austria Salzburg in der Saison 2003/2004 am 13. September 2003
- Torreichste Partie mit Klagenfurter Beteiligung:
1:8 gegen Rapid Wien als Austria Klagenfurt in der Saison 1986/87 am 5. August 1986
- Erfolgreichste Saison in der höchsten Liga als Austria Klagenfurt:
 1965/66: Rang 5 – 26 Spiele (11|7|8) – 39:33 Tore – 29 Punkte (Gesamtsaison) bzw. 
 1985/86: Rang 3 – 22 Spiele (7|9|6) – 33:34 Tore – 23 Punkte (Grunddurchgang)
- Erfolgreichste Saison in der höchsten Liga als FC Kärnten:
2001/02: Rang 5 – 36 Spiele (14|8|14) – 40:52 Tore – 50 Punkte

(Quelle:)

## Ehemalige Spieler
| Nation.         | Name                   | geboren am    |     |     |     |     |
| Tor             | Tor                    | Tor           | Tor | Tor | Tor | Tor |
| --------------- | ---------------------- | ------------- | --- | --- | --- | --- |
| Österreicher    | Hubert Auer            | 19. Dez. 1981 |     |     |     |     |
| Österreicher    | Adolf Antrich          | 8. Dez. 1940  |     |     |     |     |
| Österreicher    | Christian Dobnik       | 10. Juli 1986 |     |     |     |     |
| Österreicher    | Markus Endress         | 22. Nov. 1975 |     |     |     |     |
| Österreicher    | Roland Goriupp         | 24. Apr. 1971 |     |     |     |     |
| Tschechoslowake | Dušan Kéketi           | 24. März 1951 |     |     |     |     |
| Österreicher    | Friedl Koncilia        | 25. Feb. 1948 |     |     |     |     |
| Österreicher    | Harald Niemetz         | 5. Sep. 1963  |     |     |     |     |
| Österreicher    | Željko Pavlović        | 2. März 1971  |     |     |     |     |
| Österreicher    | Alexander Philipp      | 21. Juni 1965 |     |     |     |     |
| Österreicher    | Markus Probst          | 4. Aug. 1983  |     |     |     |     |
| Österreicher    | Alexander Schenk       | 12. Nov. 1978 |     |     |     |     |
| Österreicher    | Ronald Unger           | 30. Apr. 1968 |     |     |     |     |
| Abwehr          |                        |               |     |     |     |     |
| Österreicher    | Peter Barac            | 14. Apr. 1964 |     |     |     |     |
| Niederländer    | Koen Brack             | 13. Okt. 1981 |     |     |     |     |
| Kroate          | Stipe Brnas            | 26. Sep. 1969 |     |     |     |     |
| Tscheche        | Zdeněk Cihlář          | 27. Dez. 1973 |     |     |     |     |
| Österreicher    | Andreas Cvetko         | 15. Dez. 1963 |     |     |     |     |
| Österreicher    | Robert Golemac         | 20. Apr. 1976 |     |     |     |     |
| Österreicher    | Hannes Haubitz         | 15. Sep. 1956 |     |     |     |     |
| Österreicher    | Mario Hieblinger       | 5. Juli 1977  |     |     |     |     |
| Österreicher    | Davor Hrstic           | 26. Aug. 1959 |     |     |     |     |
| Österreicher    | Patrick Jovanovic      | 17. Dez. 1973 |     |     |     |     |
| Österreicher    | Jürgen Kampel          | 28. Jan. 1981 |     |     |     |     |
| Österreicher    | Walter Kogler          | 12. Dez. 1967 |     |     |     |     |
| Isländer        | Helgi Kolviðsson       | 13. Sep. 1971 |     |     |     |     |
| Österreicher    | Helmut König           | 11. Mai 1956  |     |     |     |     |
| Österreicher    | Engelbert Kordesch     | 14. Okt. 1944 |     |     |     |     |
| Österreicher    | Walter Ludescher       | 5. Okt. 1942  |     |     |     |     |
| Österreicher    | Werner Oberrisser      | 16. Aug. 1959 |     |     |     |     |
| Österreicher    | Igor Ogris             | 8. Aug. 1972  |     |     |     |     |
| Bosnier         | Saša Papac             | 7. Feb. 1980  |     |     |     |     |
| Österreicher    | Thomas Pirker          | 17. Jan. 1987 |     |     |     |     |
| Österreicher    | Emanuel Pogatetz       | 16. Jan. 1983 |     |     |     |     |
| Österreicher    | Christian Prawda       | 6. Aug. 1982  |     |     |     |     |
| Österreicher    | Günter Seebacher       | 12. Okt. 1959 |     |     |     |     |
| Österreicher    | Gerald Strafner        | 3. Juni 1973  |     |     |     |     |
| Österreicher    | Christoph Stückler     | 27. Mai 1980  |     |     |     |     |
| Österreicher    | Heimo Vorderegger      | 3. Juli 1966  |     |     |     |     |
| Österreicher    | Željko Vuković         | 9. Feb. 1962  |     |     |     |     |
| Mittelfeld      |                        |               |     |     |     |     |
| Türke           | Faruk Atalay           | 18. März 1981 |     |     |     |     |
| Kroate          | Nenad Bjelica          | 20. Aug. 1971 |     |     |     |     |
| Deutscher       | Ansgar Brinkmann       | 5. Juli 1969  |     |     |     |     |
| Pole            | Jerzy Brzęczek         | 18. März 1971 |     |     |     |     |
| Österreicher    | Hans-Peter Buchleitner | 24. Nov. 1960 |     |     |     |     |
| Österreicher    | Robert Fendler         | 20. Aug. 1947 |     |     |     |     |
| Österreicher    | Matthias Hattenberger  | 30. Nov. 1978 |     |     |     |     |
| Österreicher    | Andreas Heraf          | 10. Sep. 1967 |     |     |     |     |
| Österreicher    | Alfred Hohenberger     | 17. Dez. 1931 |     |     |     |     |
| Österreicher    | Thomas Höller          | 2. Juni 1976  |     |     |     |     |
| Österreicher    | Walter Hörmann         | 13. Sep. 1961 |     |     |     |     |
| Bosnier         | Almedin Hota           | 22. Juli 1976 |     |     |     |     |
| Österreicher    | Josef Hrstic           | 7. Aug. 1963  |     |     |     |     |
| Österreicher    | Peter Hrstic           | 24. Sep. 1961 |     |     |     |     |
| Brasilianer     | Junior                 | 10. Okt. 1977 |     |     |     |     |
| Österreicher    | Michael Kirisits       | 16. Juni 1982 |     |     |     |     |
| Österreicher    | Walter Koch            | 22. Aug. 1954 |     |     |     |     |
| Österreicher    | Peter Koncilia         | 22. Juli 1949 |     |     |     |     |
| Österreicher    | Arnold Koreimann       | 19. Feb. 1957 |     |     |     |     |
| Österreicher    | Franz Oberacher        | 24. März 1954 |     |     |     |     |
| Deutscher       | Markus Oberleitner     | 16. Aug. 1973 |     |     |     |     |
| Österreicher    | Franz Polanz           | 29. Dez. 1961 |     |     |     |     |
| Österreicher    | Gilbert Prilasnig      | 1. Apr. 1973  |     |     |     |     |
| Österreicher    | Roman Raczynski        | 7. Sep. 1962  |     |     |     |     |
| Tansanier       | Kassim Ramadhani       | 23. März 1956 |     |     |     |     |
| Österreicher    | Dieter Ramusch         | 31. Okt. 1969 |     |     |     |     |
| Deutscher       | Thomas Riedl           | 18. Juni 1976 |     |     |     |     |
| Österreicher    | Klaus Rohseano         | 8. Sep. 1969  |     |     |     |     |
| Österreicher    | Christian Sablatnig    | 2. Nov. 1979  |     |     |     |     |
| Österreicher    | Robert Schellander     | 31. Jan. 1983 |     |     |     |     |
| Österreicher    | René Schicker          | 28. Sep. 1984 |     |     |     |     |
| Österreicher    | Kai Schoppitsch        | 5. Feb. 1980  |     |     |     |     |
| Österreicher    | Walter Schoppitsch     | 10. Dez. 1954 |     |     |     |     |
| Österreicher    | Mattias Sereinig       | 17. Nov. 1984 |     |     |     |     |
| Kroate          | Josip Šimić            | 16. Sep. 1977 |     |     |     |     |
| Österreicher    | Roman Stary            | 18. Dez. 1973 |     |     |     |     |
| Österreicher    | Mario Steiner          | 12. Dez. 1982 |     |     |     |     |
| Österreicher    | Ewald Türmer           | 22. Apr. 1960 |     |     |     |     |
| Österreicher    | Manuel Weber           | 28. Aug. 1985 |     |     |     |     |
| Österreicher    | Patrick Wolf           | 4. Mai 1981   |     |     |     |     |
| Niederländer    | Dave Zafarin           | 22. Mai 1978  |     |     |     |     |
| Österreicher    | Michael Ziehaus        | 2. Feb. 1968  |     |     |     |     |
| Argentinier     | Juan Carlos Zuleta     | 28. Jan. 1980 |     |     |     |     |
| Sturm           |                        |               |     |     |     |     |
| Nigerianer      | Benedict Akwuegbu      | 3. Nov. 1974  |     |     |     |     |
| Däne            | Thomas Ambrosius       | 14. Juli 1969 |     |     |     |     |
| Österreicher    | Ronald Brunmayr        | 17. Feb. 1975 |     |     |     |     |
| Kroate          | Stanko Bubalo          | 26. Apr. 1973 |     |     |     |     |
| Österreicher    | Werner Bürgler         | 1. Juli 1960  |     |     |     |     |
| Österreicher    | Hans Buzek             | 22. Mai 1938  |     |     |     |     |
| Deutscher       | Lothar Emmerich        | 29. Nov. 1941 |     |     |     |     |
| Österreicher    | Thomas Gilgenreiner    | 25. Jan. 1975 |     |     |     |     |
| Österreicher    | Edi Glieder            | 28. Jan. 1969 |     |     |     |     |
| Österreicher    | Günther Golautschnig   | 22. Nov. 1953 |     |     |     |     |
| Österreicher    | Franz Hasil            | 28. Juli 1944 |     |     |     |     |
| Ungar           | Péter Kabát            | 25. Sep. 1977 |     |     |     |     |
| Österreicher    | Roland Kollmann        | 8. Okt. 1976  |     |     |     |     |
| Kroate          | Ardian Kozniku         | 27. Okt. 1967 |     |     |     |     |
| Kroate          | Marijo Marić           | 12. Jan. 1977 |     |     |     |     |
| Österreicher    | Joachim Parapatits     | 28. Jan. 1981 |     |     |     |     |
| Österreicher    | Marc Sand              | 23. Jan. 1988 |     |     |     |     |
| Jugoslawe       | Ivica Senzen           | 4. Mai 1951   |     |     |     |     |
| Engländer       | Gary Shaw              | 21. Jan. 1961 |     |     |     |     |
| Österreicher    | Stephan Stückler       | 31. Okt. 1985 |     |     |     |     |
| Österreicher    | Hannes Toth            | 13. Apr. 1976 |     |     |     |     |
| Serbe           | Todor Veselinović      | 22. Okt. 1930 |     |     |     |     |
| Österreicher    | Kurt Widmann           | 31. Jan. 1953 |     |     |     |     |
| Österreicher    | Sandro Zakany          | 23. Sep. 1987 |     |     |     |     |
| Deutscher       | Matthias Zimmerling    | 6. Sep. 1967  |     |     |     |     |

### Trainer
| Nation.      | Name               | geboren am    | Amtszeit          |
| ------------ | ------------------ | ------------- | ----------------- |
| Kroate       | Nenad Bjelica      | 20. Aug. 1971 | 09/2007 – 01/2009 |
| Österreicher | Richard Huber      | 14. Juni 1970 | 06/2006 – 09/2007 |
| Österreicher | Manfred Mertel     | 25. Aug. 1954 | 07/2005 – 05/2006 |
| Österreicher | Peter Pacult       | 28. Okt. 1959 | 01/2004 – 06/2005 |
| Österreicher | Didi Constantini   | 30. Mai 1955  | 10/2003 – 01/2004 |
| Österreicher | Hannes Haubitz     | 15. Sep. 1956 | 03/2003 – 10/2003 |
| Deutscher    | Rüdiger Abramczik  | 18. Feb. 1956 | 10/2002 – 03/2003 |
| Österreicher | Heinz Hochhauser   | 6. Feb. 1947  | 05/2002 – 09/2002 |
| Österreicher | Walter Schachner   | 1. Feb. 1957  | 07/2000 – 04/2002 |
| Österreicher | August Starek      | 16. Feb. 1945 | 04/1999 – 06/2000 |
| Österreicher | Jasmin Dzeko       | 15. Nov. 1958 | 10/1998 – 04/1999 |
| Österreicher | Walter Knaller     | 24. Okt. 1957 | 10/1997 – 10/1998 |
| Österreicher | Walter Schoppitsch | 10. Dez. 1954 | 02/1997 – 10/1997 |
| Österreicher | Hannes Haubitz     | 15. Sep. 1956 | 12/1993 – 02/1997 |
| Österreicher | Kurt Messner       | 16. Okt. 1945 | 07/1993 – 12/1993 |
| Kroate       | Marin Kovacić      | 14. Okt. 1943 | 07/1992 – 06/1993 |
| Österreicher | Alois Jagodic      | 24. März 1946 | 01/1992 – 05/1992 |
| Österreicher | Johann Kondert     | 10. Sep. 1944 | 11/1990 – 10/1991 |
| Österreicher | Alfred Mölzer      | 31. Okt. 1948 | 07/1990 – 11/1990 |
| Österreicher | Josef Thuller      | 18. Nov. 1941 | 01/1990 – 06/1990 |
| Bulgare      | Boris Angelow      | 22. Dez. 1947 | 07/1989 – 12/1989 |
| Deutscher    | Bernd Schumm       | 21. Okt. 1949 | 11/1988 – 05/1989 |
| Österreicher | Walter Rath        | 6. Juni 1923  | 07/1987 – 11/1988 |
| Österreicher | Kurt Messner       | 16. Okt. 1945 | 01/1987 – 07/1987 |
| Pole         | Jozef Kurzeja      | 13. März 1948 | 07/1986 – 12/1986 |
| Österreicher | Walter Ludescher   | 5. Okt. 1942  | 05/1980 – 06/1986 |
| Österreicher | Franz Hasil        | 28. Juli 1944 | 10/1979 – 05/1980 |
| Österreicher | Walter Rath        | 6. Juni 1923  | 04/1976 – 06/1977 |
| Österreicher | Josef Schneider    | 15. Aug. 1944 | 07/1975 – 04/1976 |
| Österreicher | Gerd Springer      | 6. Feb. 1927  | 05/1974 – 06/1975 |
| Österreicher | Alfred Hohenberger | 17. Dez. 1931 | 07/1972 – 09/1973 |
| Jugoslawe    | Todor Veselinović  | 22. Okt. 1930 | 07/1968 – 06/1969 |
| Deutscher    | Peter Velhorn      | 24. Nov. 1932 | 07/1965 – 06/1968 |